# «Прыжок на 7 лет» (дорожный инцидент в Санкт-Петербурге)
«Прыжок на 7 лет» — неофициальное название резонансного дорожного инцидента с участием автомобиля Škoda Octavia, произошедшего 28 октября 2021 года в Санкт-Петербурге. Водитель разогнался до 160 км/ч и совершил прыжок на пролёте Верхнего Лебяжьего моста, после чего машина полностью оторвалась от покрытия. Событие получило широкую огласку из-за публикации видеозаписи в социальных сетях и последующего уголовного преследования нарушителя.

### Хронология событий
1. Инцидент:
  - 26-летний житель Красноярска Сергей Полеев, управляя Škoda Octavia, намеренно разогнался на Верхнем Лебяжьем мосту до 160 км/ч.
  - Из-за особенностей профиля моста автомобиль оторвался от дороги на 1,5 метра, пролетев 42 метра по воздуху. При приземлении возникли искры, машина получила повреждения ходовой части.
  - В момент прыжка на тротуаре находились пешеходы.
2. Публикация видео:
  - Запись инцидента была выложена водителем в Instagram 1 ноября 2021 года, что привлекло внимание СМИ и правоохранительных органов.
3. Расследование:
  - 3 ноября 2021 года водитель был задержан. Установлено, что он управлял автомобилем с поддельными номерами, будучи лишённым водительских прав до 2025 года.
  - Возбуждено уголовное дело по ч. 1 ст. 267.1 УК РФ («Приведение в негодность транспортных средств, путей сообщения или средств сигнализации»). Максимальное наказание по статье — до 7 лет лишения свободы.

### Правовые последствия
- В июне 2022 года Куйбышевский районный суд Санкт-Петербурга прекратил уголовное дело в связи с примирением сторон.
- Подсудимый выплатил 30 000 рублей в качестве компенсации ущерба городу и перечислил 150 000 рублей в благотворительный фонд.
- Автомобиль (официально принадлежавший третьему лицу) был возвращён владельцу после экспертизы.

### Происхождение названия
Термин «Прыжок на 7 лет» возник в СМИ и соцсетях как отсылка к максимальному сроку заключения по ст. 267.1 УК РФ